# Jaroslav Paňko
Jaroslav Paňko (* 18. listopadu 1964) je bývalý slovenský fotbalista, útočník.

## Fotbalová kariéra
V československé lize hrál za Tatran Prešov. V československé lize nastoupil v 8 utkáních.

## Ligová bilance
| Ročník                                   | Zápasy | Góly | Klub          |
| ---------------------------------------- | ------ | ---- | ------------- |
| 1. československá fotbalová liga 1985/86 | 2      | 0    | Tatran Prešov |
| 1. československá fotbalová liga 1986/87 | 6      | 0    | Tatran Prešov |
| CELKEM                                   | 8      | 0    |               |